# Tweede Heilige Oorlog
De Tweede Heilige Oorlog in het oude Griekenland was het rechtstreekse gevolg van het feit dat de Phocische Bondsstaat het territorium van Delphi had ingepalmd. De Spartanen kwamen tussenbeide en gaven de controle van het heiligdom weer in handen van Delphi. Doch kort daarop, in 448 v.Chr., greep Athene in, onder impuls van Pericles, en het voogdijschap ging opnieuw naar Phocis.
Ten slotte werd het heiligdom andermaal bevrijd, en de onafhankelijkheid werd formeel erkend en vastgelegd en het heiligdom werd tot heilige grond verklaard in de Vrede van Nicias in 421 v.Chr..

## Gerelateerd onderwerp
- Amphictionie

Eerste · Tweede · Derde · Vierde